# Kalambe Turf Thane
Kalambe Turf Thane è una suddivisione dell'India, classificata come census town, di 8.691 abitanti, situata nel distretto di Kolhapur, nello stato federato del Maharashtra. In base al numero di abitanti, la città rientra nella classe V (da 5.000 a 9.999 persone).

## Geografia fisica
La città è situata a 16° 39' 43 N e 74° 12' 42 E.

## Società

### Evoluzione demografica
Al censimento del 2001 la popolazione di Kalambe Turf Thane assommava a 8.691 persone, delle quali 4.583 maschi e 4.108 femmine. I bambini di età inferiore o uguale ai sei anni assommavano a 1.021, dei quali 575 maschi e 446 femmine. Infine, coloro che erano in grado di saper almeno leggere e scrivere, erano 6.171, dei quali 3.574 maschi e 2.597 femmine.